# Arquitectura de Filadelfia

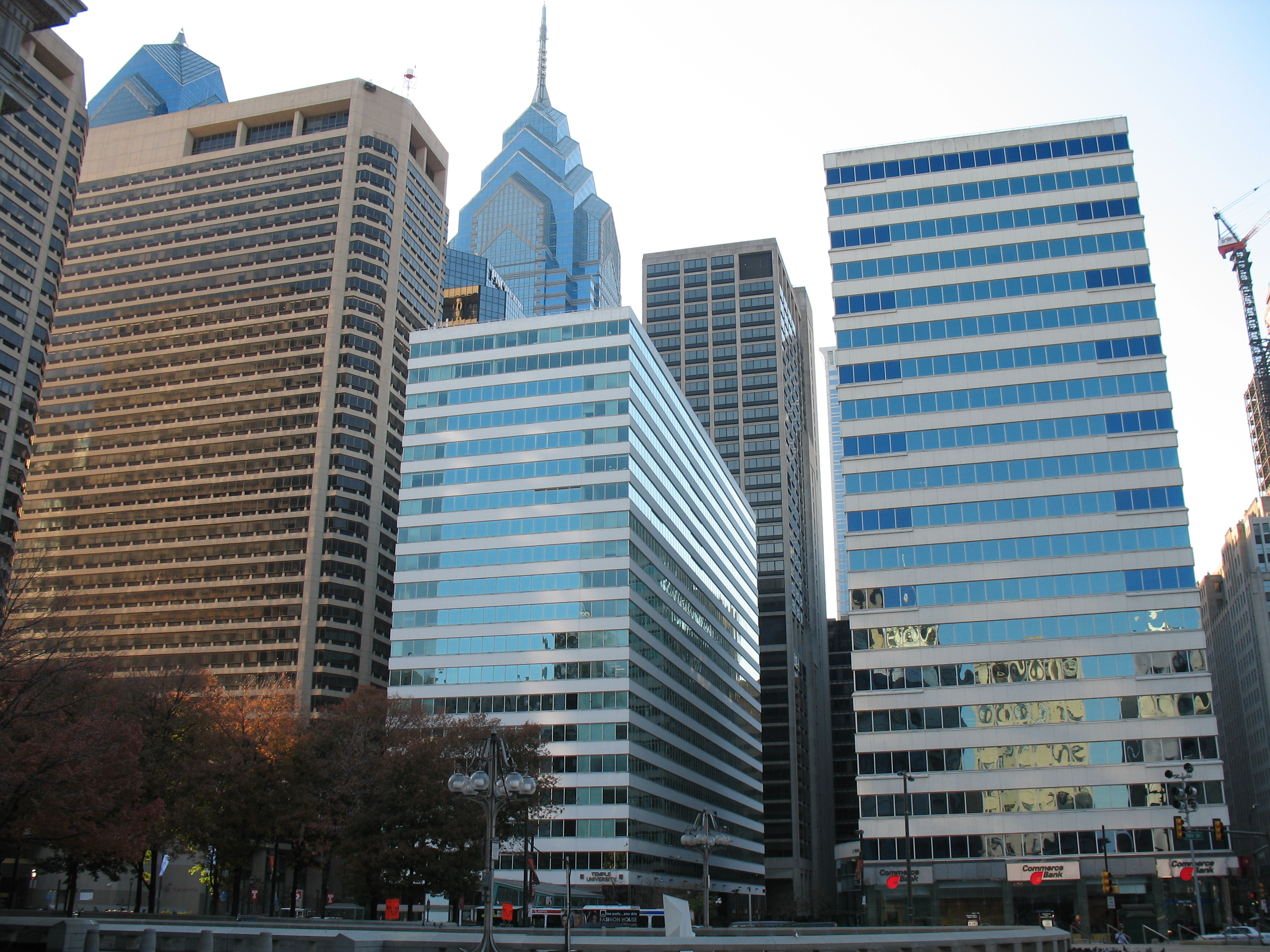
Center Square (izquierda) y Penn Center (derecha), mirando al oeste desde Dilworth Park.

La arquitectura de Filadelfia es una mezcla de estilos históricos y modernos que reflejan la historia de la ciudad. Los primeros asentamientos europeos aparecieron dentro de las fronteras actuales de Filadelfia, Pensilvania, en el siglo XVII, y la mayoría de las estructuras se fueron casa de troncos. En el siglo XVIII, las estructuras de ladrillo se habían vuelto comunes. Los edificios de estilo georgiano y luego federal dominaron gran parte del paisaje urbano. En la primera mitad del siglo XIX, apareció el neogriego y floreció con arquitectos como William Strickland, John Haviland y Thomas U. Walter. En la segunda mitad del siglo XIX, la arquitectura victoriana se hizo popular y el arquitecto más notable de la ciudad en ese entonces fue Frank Furness.

Los rascacielos de acero y hormigón aparecieron en las primeras décadas del siglo XX y los de cristal y granito a finales de siglo. La construcción continuó en el siglo XXI con el edificio más alto de la ciudad, el Comcast Center. Filadelfia hizo contribuciones significativas a la arquitectura de Estados Unidos. La casa adosada se introdujo en Estados Unidos a través de Filadelfia en el siglo XVII, el primer rascacielos de estilo internacional de Estados Unidos, el PSFS Building, se construyó en Filadelfia, y uno de los ejemplos más importantes de la arquitectura posmoderna, la Guild House de Robert Venturi, se encuentra en la ciudad.
Se desarrollaron además varios rascacielos de acero y hormigón en las dos primeras décadas del siglo XX. En los años 1920, la construcción continuó con rascacielos como el Aldine Trust Building, la Lewis Tower, el Drake Hotel, la Ben Franklin House y la Rittenhouse Plaza. A principios de los años 1930 se construyeron la estación de la Calle 30, el Convention Hall y el Instituto Franklin. En 1932 se construyó el primer rascacielos de estilo internacional de Estados Unidos. El PSFS Building de 58 622 m², diseñado por George Howe y William Lescaze, fue coronados con un letrero de 8,2 metros con las iniciales de la Philadelphia Savings Fund Society en letras rojas de neón y está decorado con detalles interiores hechos a medida.

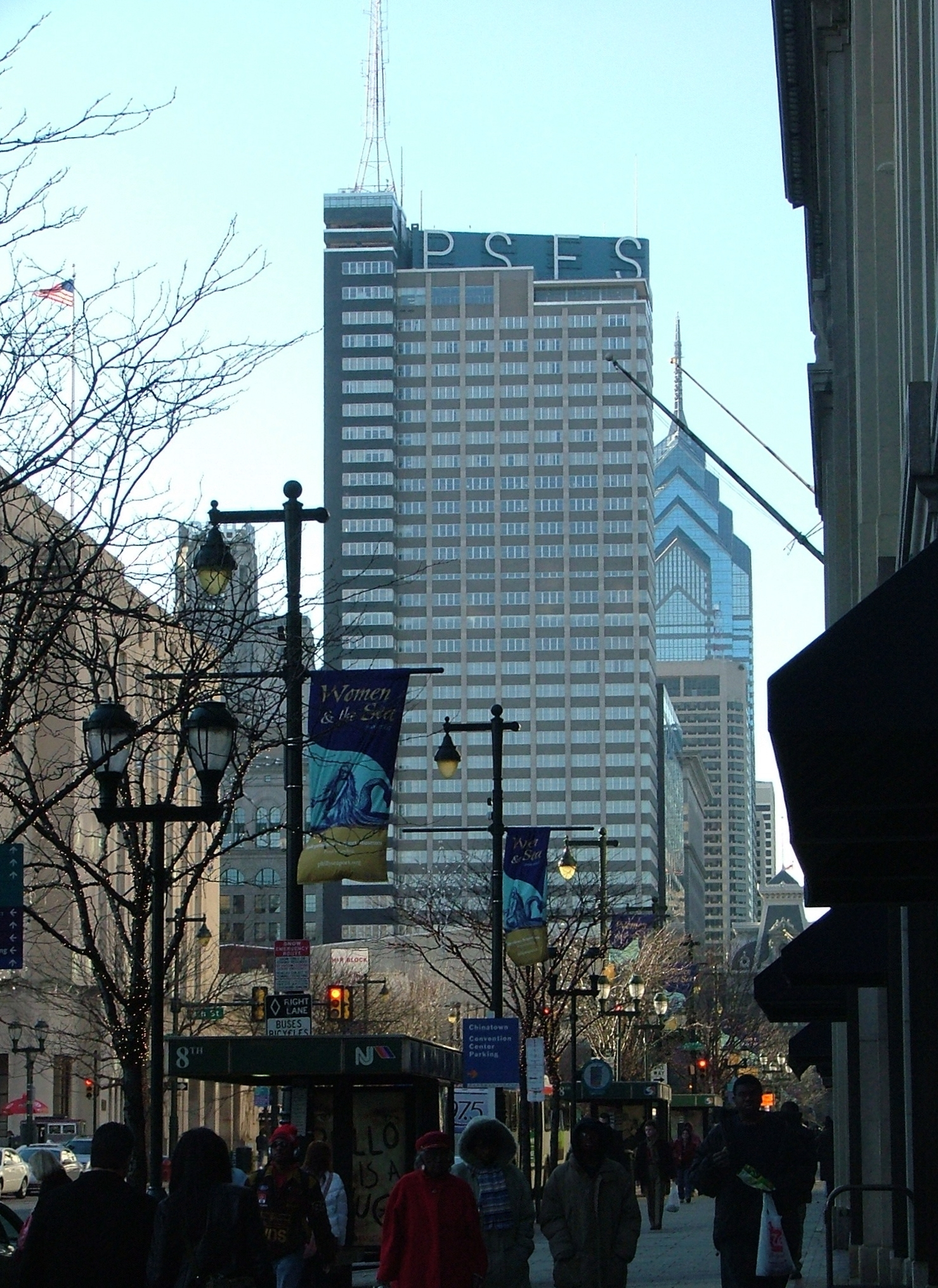
PSFS Building (1931), con One Liberty Place (1987) al fondo.

A finales de los años 1980 y principios de los 1990, se construyeron grandes rascacielos de cristal y granito en Center City. El rascacielos más grande fue Liberty Place. Compuesto pot el One Liberty Place de 288 m, el Two Liberty Place de 258 m y un hotel más pequeño, Liberty Place fue el primer edificio más alto que el Ayuntamiento de Filadelfia. Antes de que comenzara la construcción, el Ayuntamiento de Filadelfia había dado permiso para que los edificios fueran más altos que el Ayuntamiento para fomentar el desarrollo de rascacielos a lo largo de Market Street. Liberty Place fue diseñado por Helmut Jahn, quien combinó el estilo arquitectónico histórico con el estilo posmoderno. En el caso de Liberty Place, Jahn fue influenciado por el edificio Chrysler, de estilo art déco. Según la maldición de Billy Penn, que apareció en algún momento después de que se construyera Liberty Place, ningún equipo deportivo de Filadelfia ganaría un campeonato mientras hubiera un edificio más alto que la estatua de William Penn en la parte superior del Ayuntamiento.
También aparecieron nuevas torres de oficinas, incluido el Comcast Center, que fue el edificio más alto entre 2007 y 2017. El Comcast Technology Center se convirtió entonces en el rascacielos más alto de Filadelfia y el rascacielos más alto de Estados Unidos, fuera de Manhattan y Chicago. Más rascacielos, en su mayoría condominios, están en construcción o en planificación, como Waterfront Square y Mandeville Place.

## Edificios más altos

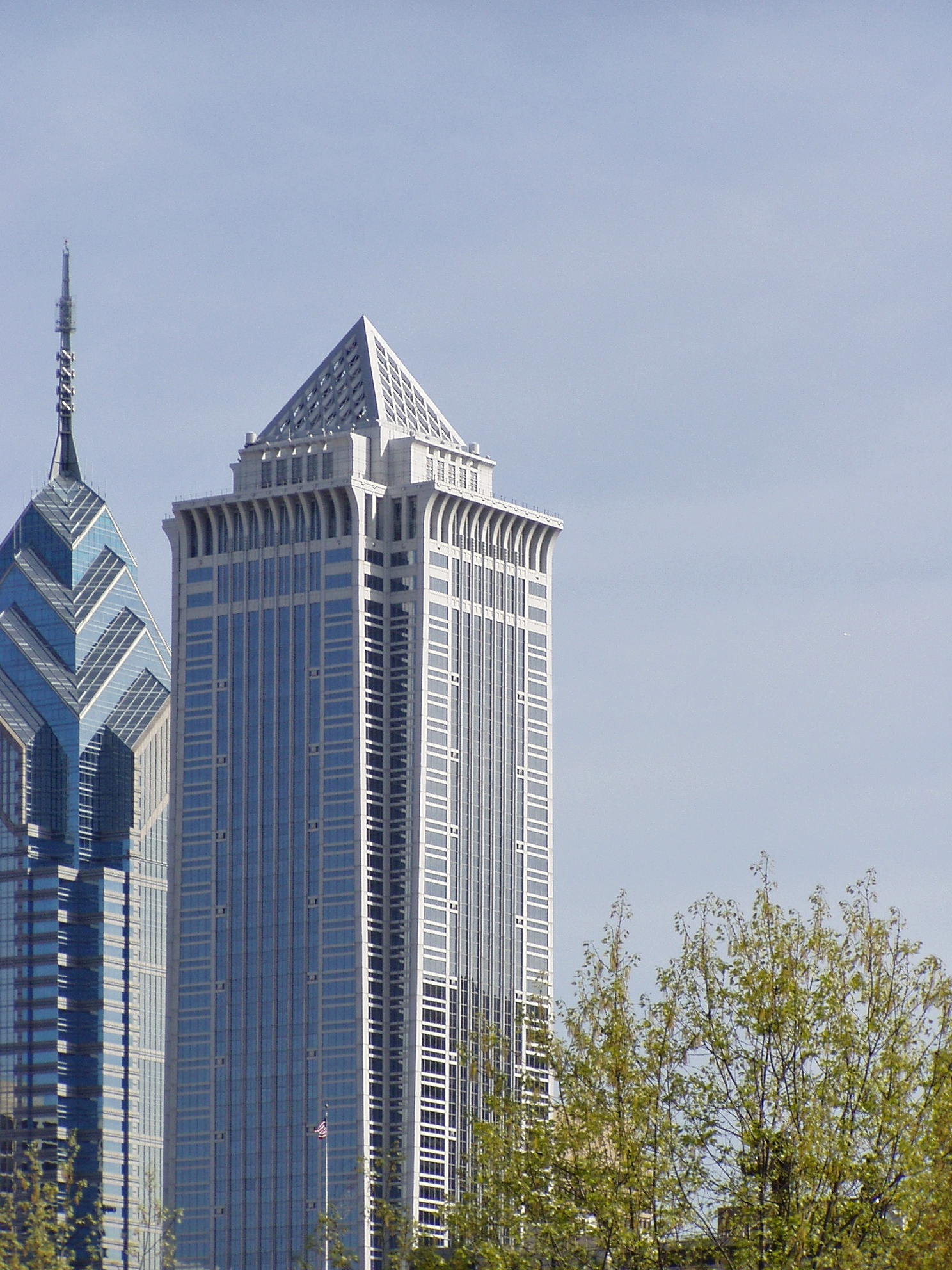
One Liberty Place (izquierda) y Mellon Bank Center (derecha).

| Rango | Nombre                         | Altura (m) | Pisos | Año  |
| ----- | ------------------------------ | ---------- | ----- | ---- |
| 1     | Comcast Technology Center      | 342        | 60    | 2017 |
| 2     | Comcast Center                 | 296        | 57    | 2008 |
| 3     | Liberty Place                  | 288        | 61    | 1987 |
| 4     | Liberty Place                  | 258        | 58    | 1990 |
| 5     | BNY Mellon Center              | 225        | 54    | 1990 |
| 6     | Bell Atlantic Tower            | 225        | 55    | 1991 |
| 7     | G. Fred DiBona Jr. Building    | 191        | 45    | 1990 |
| 8     | One Commerce Square            | 172        | 41    | 1992 |
| 8     | Two Commerce Square            | 172        | 41    | 1987 |
| 10    | Ayuntamiento de Filadelfia     | 167        | 9     | 1901 |
| 11    | Residences At The Ritz-Carlton | 158        | 48    | 2009 |
| 12    | 1818 Market Street             | 151        | 40    | 1974 |

## Hitos y monumentos

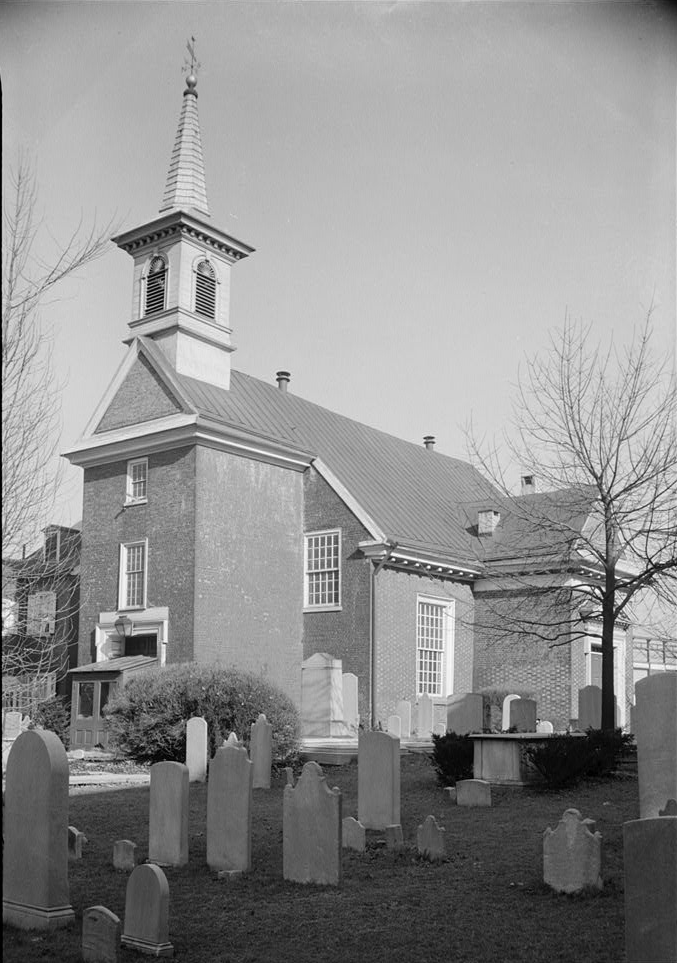
Iglesia Gloria Dei (Viejos Suecos) (1700).

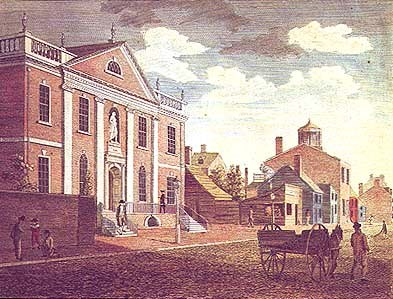
Library Hall (1790, demolido en 1887) fue reconstruido por la American Philosophical Society en 1959).

Los edificios pronto se volvieron más elaborados y en 1724 se formó la Carpenters' Company of the City and County of Philadelphia (Compañía de Carpinteros de la Ciudad y el Condado de Filadelfia) para ayudar a instruir a los constructores. Al igual que en Londres, la arquitectura georgiana pronto se convirtió en la favorita. En 1730, el estadista y empresario James Logan fue uno de los primeros en Filadelfia en construir una casa de campo fuera de la ciudad. La mansión, a la que llamó Stenton, fue el primer edificio al estilo Reina Ana en el valle de Delaware. Una de las estructuras palladianas más ambiciosas de la época fue la Christ Church, que se completó en 1744 (con un campanario agregado en 1754). A partir de los años 1730, comenzó la construcción de la Pennsylvania State House de estilo georgiano, ahora conocida como Independence Hall. Fue diseñado por Andrew Hamilton y su construcción fue supervisada por Edmund Woolley.
Un alejamiento del estilo georgiano comenzó con la construcción de Library Hall en 1790. El primer edificio diseñado por William Thornton, el Library Hall de estilo palladiano, se inspiró en el trabajo de Robert Adam, popular en Inglaterra en ese momento, con pilastras de dos pisos y una balaustrada ornamental. El estilo federal similar también se puso de moda, siendo uno de los mejores ejemplos de la ciudad el Pabellón Central del Hospital de Pensilvania de David Evans, Jr., terminado en 1805. Casi al mismo tiempo, el clasicismo se hizo popular con la creación de la finca Woodlands en 1788 y la Primera Iglesia Presbiteriana en 1793.
El estilo neogriego comenzó en Estados Unidos con el Bank of Pennsylvania de Benjamin Henry Latrobe en 1801. Fue construido de mármol blanco con pórticos de templos jónicos griegos en dos lados y coronado con una cúpula baja. Latrobe dejó Filadelfia para diseñar el Capitolio de Estados Unidos, pero otros continuaron con el estilo.

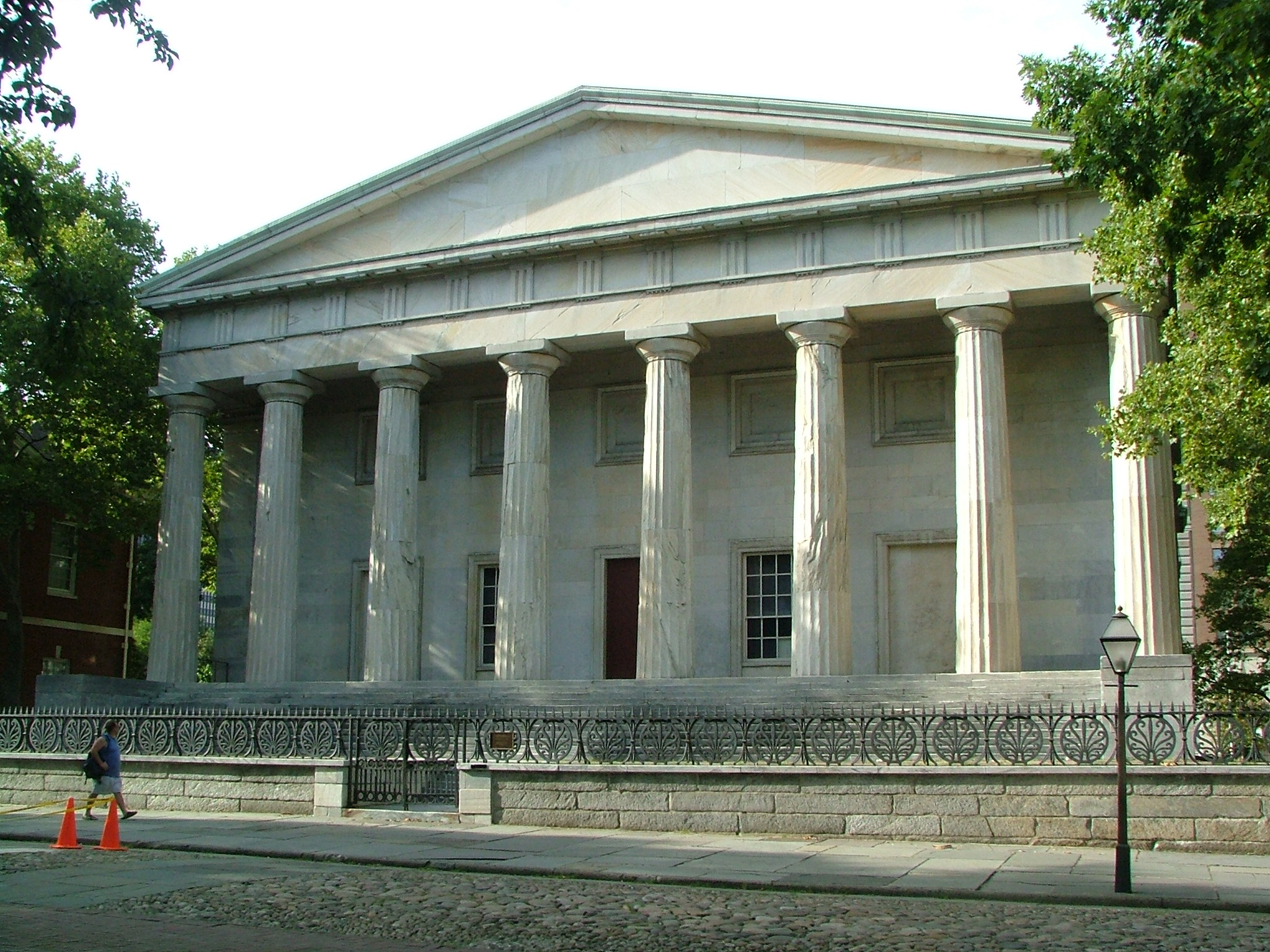
Segundo Banco de los Estados Unidos (1816).

Robert Mills diseñó la Iglesia Unitaria Octagon en 1813 y un auditorio de 6 000 asientos llamado Washington Hall en 1816. Se le recuerda mejor como el diseñador del Monumento a Washington en Washington D. C.; sin embargo, todos los edificios de Mills en Filadelfia han sido demolidos.
La primera comisión importante de William Strickland fue el Segundo Banco de los Estados Unidos. Un crítico dijo que el Second Bank "sobresale en elegancia e iguala en utilidad, el edificio, no solo del Banco de Inglaterra, sino de cualquier banco del mundo". Entre los otros edificios de Strickland se encuentran el Asilo Naval terminado en 1824, el Teatro Arch Street construido en 1828, el Mechanics National Bank y el Merchant's Exchange completados en 1834.

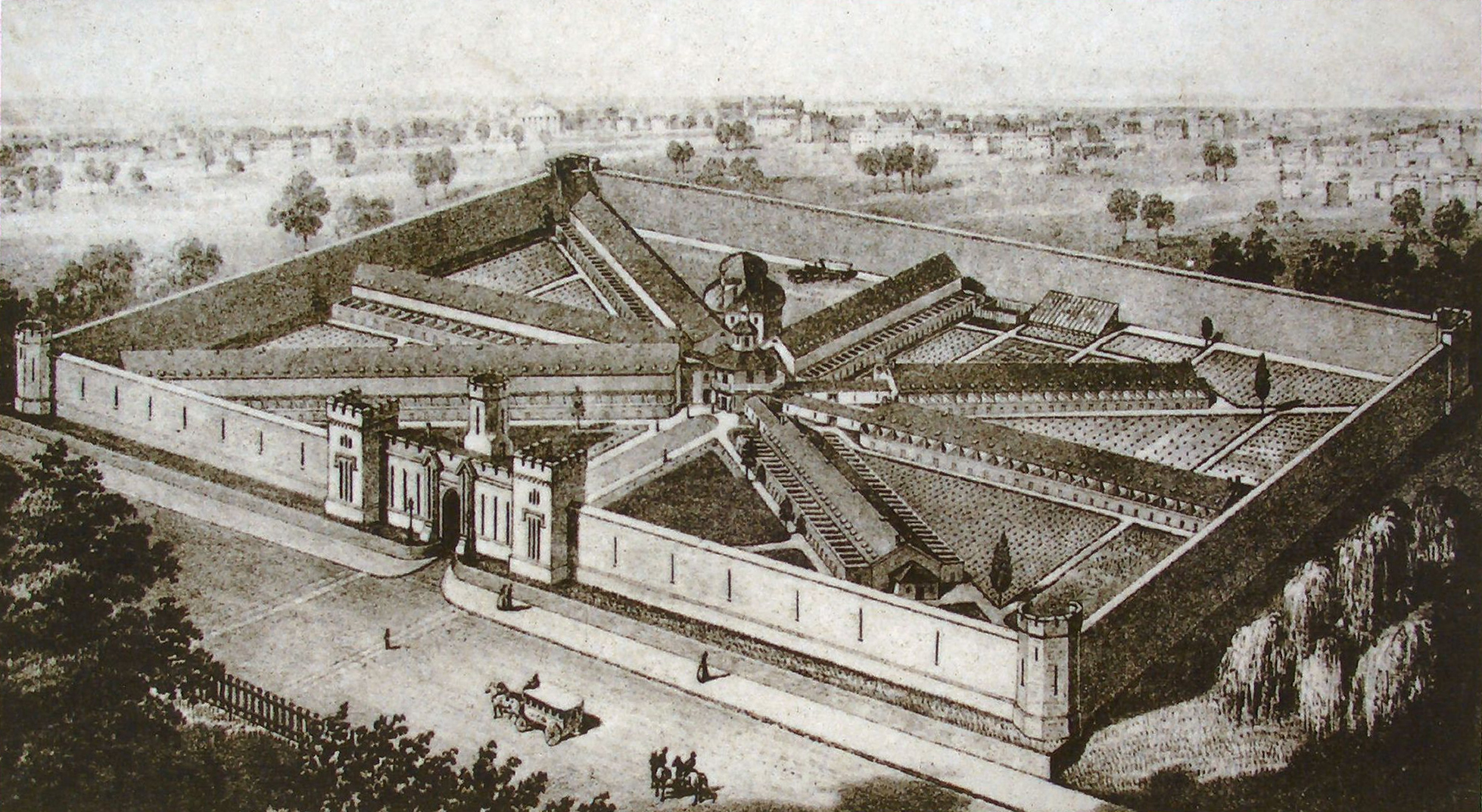
Penitenciaría Estatal del Este (1829).

El primer edificio importante de John Haviland fue el Philadelphia Arcade, un antepasado del centro comercial. Construido en 1827, lo basó en el Burlington Arcade de Londres. En 1829 se completó la Penitenciaría Estatal del Este de Haviland, y su innovador diseño de rueda de radios sirvió de modelo para cientos de otras prisiones. Otros edificios incluyen el antiguo Instituto Franklin (ahora el Museo Atwater Kent) y el Teatro Walnut Street, junto con la Iglesia Episcopal de St. George y la Pennsylvania Institution for the Deaf and Dumb, ahora Dorrance Hamilton Hall de la Universidad de las Artes.
Otro arquitecto importante fue Thomas U. Walter, cuyo edificio más importante de Filadelfia, el Girard College, se completó en 1847. Junto con numerosas iglesias, Walter construyó la ahora demolida prisión del condado de Filadelfia de estilo gótico y la prisión de deudores de estilo egipcio en Moyamensing. También diseñó y construyó la cúpula de hierro del Capitolio de Estados Unidos.

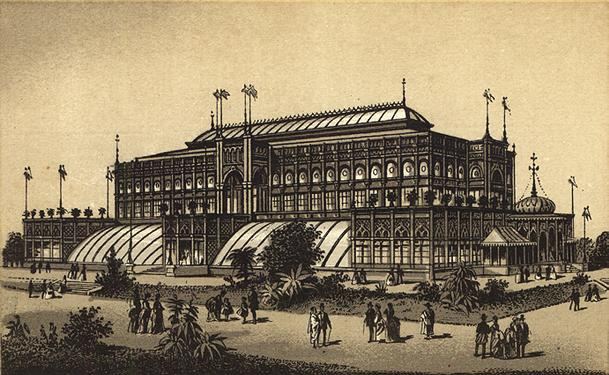
Horticultural Hall (1876, demolido en 1955)

En las décadas de 1840 y 1850, muchos edificios antiguos fueron reemplazados por estructuras comerciales más grandes. Construidos con piedra arenisca roja, granito y hierro, los edificios variaban en diseños que incluían el renacimiento griego, el gótico y el italiano. Uno de los edificios más altos fue el edificio Jayne de ocho pisos. Diseñado por William L. Johnston, el edificio tenía una fachada gótica veneciana y una torre de observación diseñada por Thomas U. Walter. El edificio Jayne se completó en 1850 y se demolió en 1957. El primer edificio enteramente de hierro fundido de la ciudad se construyó en 1850. Construido para Penn Mutual Life Insurance Company, fue diseñado por GP Cummings.

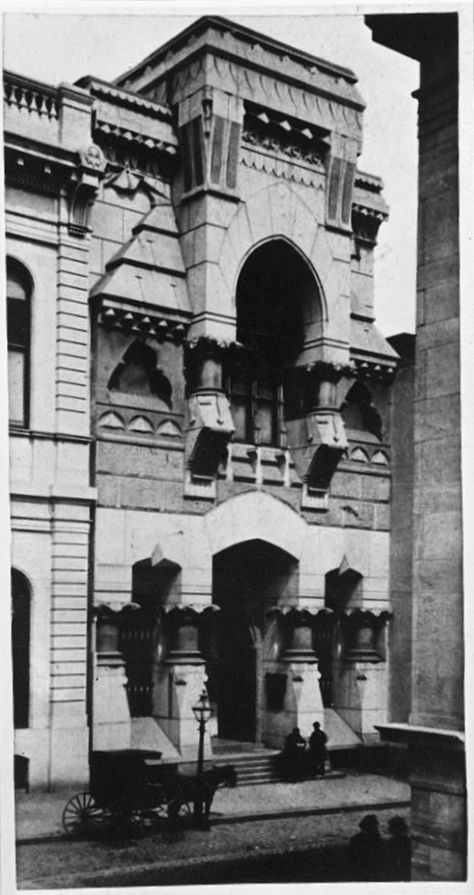
Provident Life & Trust Company (1879, demolido entre 1959 y 1960)

La Exposición del Centenario, la primera Feria Mundial Estadounidense, tuvo lugar en Filadelfia en 1876. La exposición incluyó la construcción de más de 200 edificios, la mayoría temporales, incluido el Main Exhibition Building (Edificio Principal de Exposiciones), diseñado por Joseph M. Wilson y Henry Petit, que era el edificio más grande del mundo en ese momento. Los dos principales edificios permanentes de la exposición fueron Horticultural Hall y Memorial Hall, ambos diseñados por Herman J. Schwarzmann. Horticultural Hall (demolido en 1955) era una estructura de hierro y vidrio de estilo morisco construida como tributo a The Crystal Palace de Londres. El Memorial Hall de estilo Beaux-Arts (ahora sede del Museo Please Touch) fue construido con ladrillo, vidrio, hierro y granito.
El arquitecto victoriano más destacado de Filadelfia fue Frank Furness, quien diseñó más de 600 edificios e influyó en el arquitecto de Chicago Louis Sullivan. Furness aportó una musculatura audaz a sus obras, evitó la imitación histórica y fue un innovador en el uso del hierro y el vidrio. Entre sus principales edificios se encuentran la Academia de Bellas Artes de Pensilvania (1876) (diseñada con George Hewitt), la Mansión Knowlton (1882), la Primera Iglesia Unitaria (1885) y la Biblioteca de la Universidad de Pensilvania (1891). Otros, como Provident Life & Trust Company (1879) fueron demolidos a mediados del siglo XX

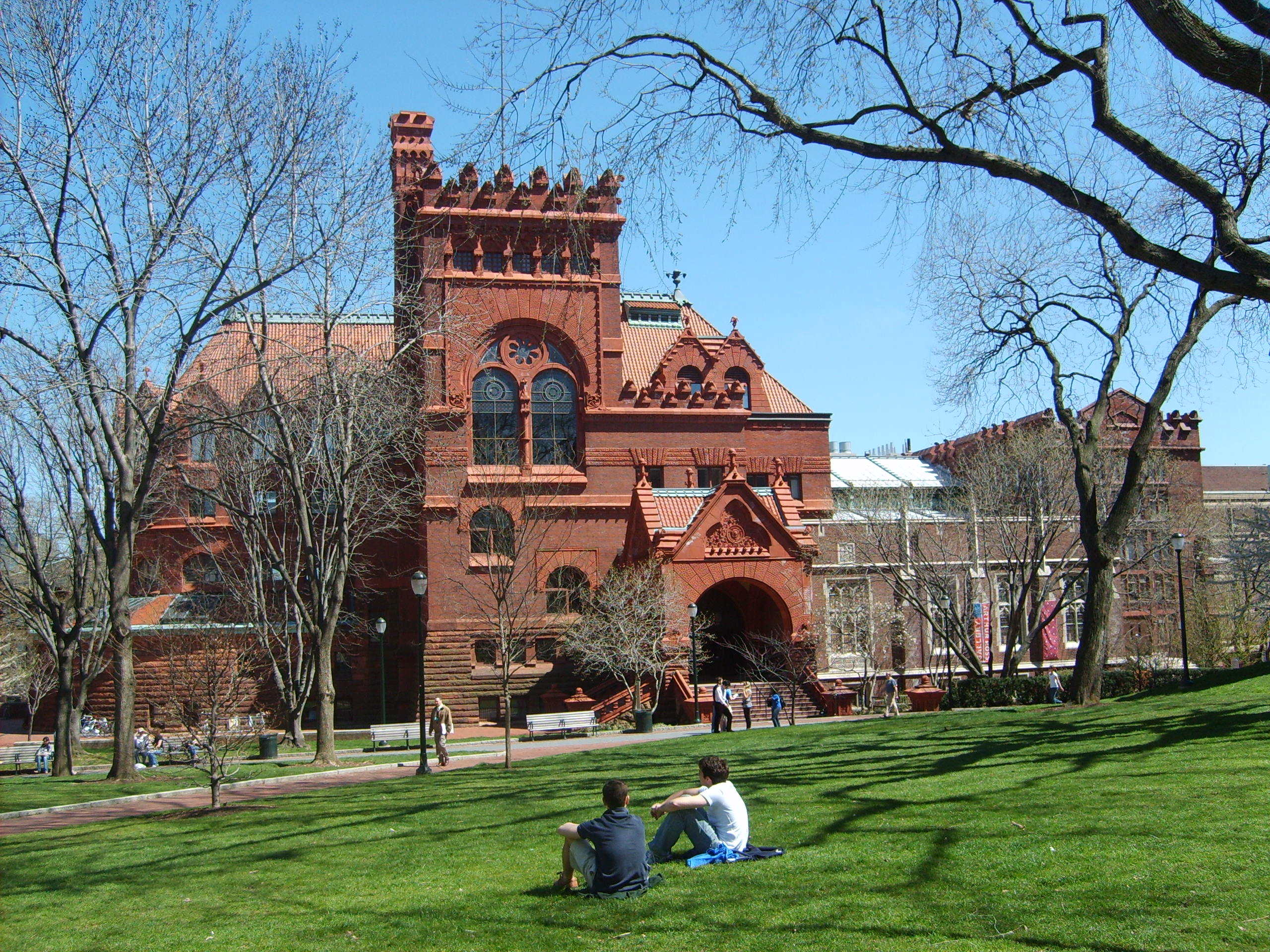
Biblioteca de la Universidad de Pensilvania (1891)

Diseñado por John McArthur, Jr. en el estilo Segundo Imperio, e influido por el Palacio de las Tullerías y el Louvre, el Ayuntamiento de Filadelfia es una de las estructuras de carga de mampostería más grandes del mundo sin marco de acero. La construcción comenzó en 1871 y no se completó hasta 1901. El Ayuntamiento es una rosquilla cuadrada de un edificio que ocupa cuatro cuadras en el centro de la ciudad. En medio de cada lado hay un portal arqueado que conduce al patio central, y su lado norte incluye un reloj de torre de 167 metros de altura. Hasta 1987, esta torre fue la estructura más alta de la ciudad.

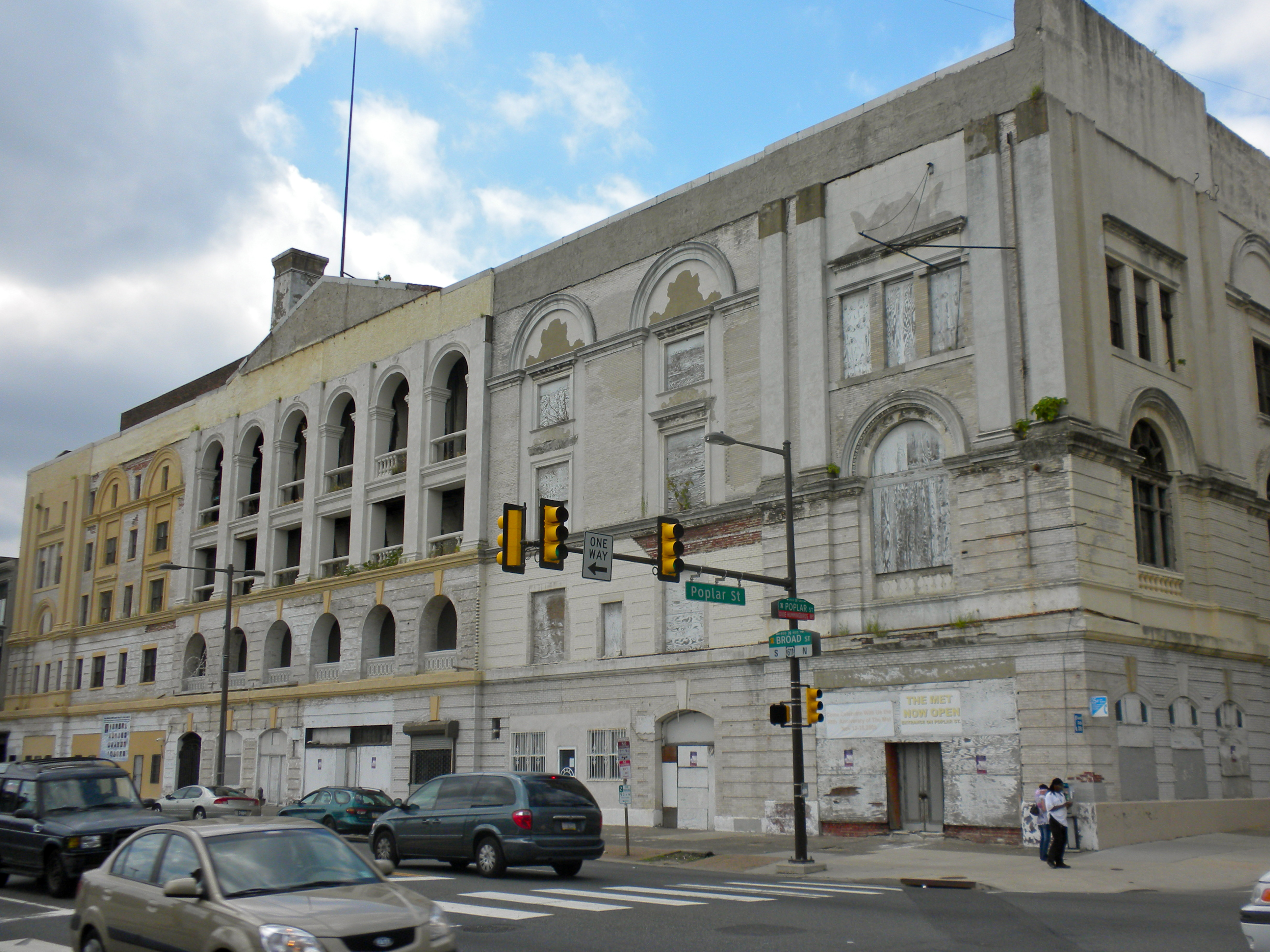
Metropolitan Opera House

En 1908, Oscar Hammerstein I (abuelo del libretrista homónmo) construyó el Metropolitan Opera House (originalmente conocido como Philadelphia Opera House) para ser la sede de su entonces nueva compañía de ópera, Philadelphia Opera Company. Con capacidad para más de 4 000 personas, era el edificio más grande de su tipo en el mundo cuando se construyó. La Ópera Metropolitana de la ciudad de Nueva York compró la casa de la ópera de Filadelfia en 1910, que fue utilizada por la compañía para sus producciones en gira a Filadelfia durante aproximadamente la década siguiente. En la década de 1920, el teatro se convirtió en un cine y en la década de 1930 se convirtió en un salón de baile. En la década de 1940, un promotor deportivo compró el lugar y cubrió el foso de la orquesta con piso para que pudieran llevarse a cabo competiciones de baloncesto, lucha libre y boxeo. Esta empresa se cerró después de que la asistencia disminuyese debido a un empeoramiento en la calidad de vida del vecindario de la ópera. El edificio fue vendido al reverendo Thea Jones para su uso como iglesia en 1954. La congregación de la iglesia finalmente disminuyó y la iglesia no pudo permitirse el lujo de mantener el edificio, que se deterioraba rápidamente. En 1994, la ciudad declaró que el edificio estaba en peligro y debía ser demolido. El reverendo Mark Hatcher y su iglesia compraron el edificio en 1996 con la intención de repararlo. En asociación con la Corporación de Desarrollo Comunitario del Norte de Filadelfia, la iglesia planea continuar con la restauración histórica en el futuro. En 2009, la ópera fue el punto focal del Hidden City Festival, un festival dedicado a promover sitios históricos menos conocidos en el área de Filadelfia.
Después de la Segunda Guerra Mundial, aparecieron nuevos proyectos de desarrollo por toda Filadelfia. En el centro de la ciudad se construyeron modernos edificios de oficinas, como el Penn Center y el edificio de servicios municipales. Alrededor del Parque Histórico Nacional Independence se construyó una nueva Casa de la Moneda, un nuevo tribunal federal y el Rohm and Haas Building. Justo al este de Chinatown se construyó el edificio circular de la administración de la policía.

## Arquitectura residencial

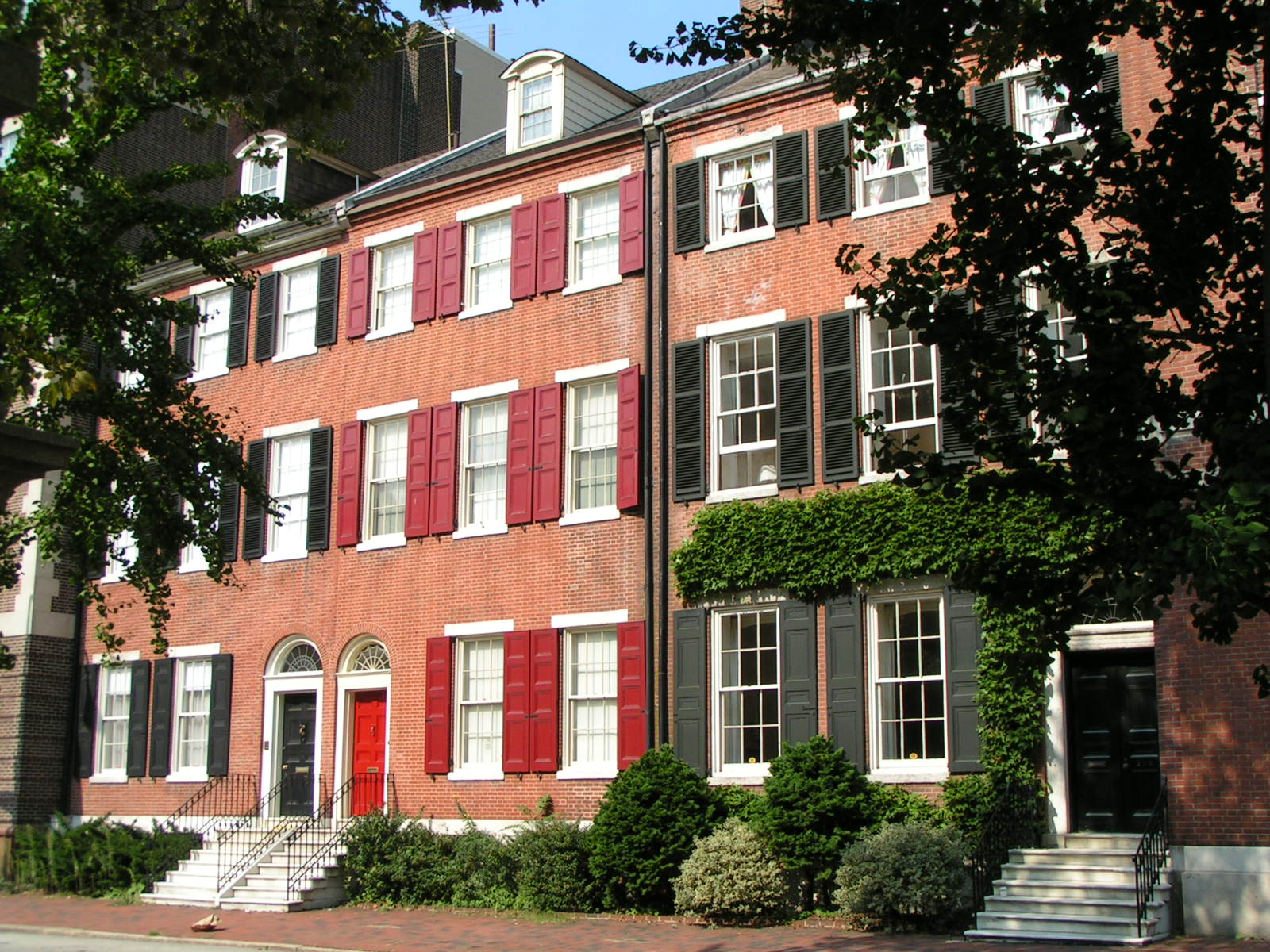
Casas de estilo georgiano en Filadelfia.

Las primeras casas en Filadelfia se construyeron con troncos, y los colonos suecos que ya vivían en la zona enseñaron a los nuevos colonos ingleses cómo construir casas de troncos. Los primeros habitantes también habían cavado cuevas en la ribera del río Delaware que, según se informa, eran lugares de "holgura clandestina". Los colonos de Filadelfia pronto comenzaron a construir edificios con madera y ladrillo y la primera casa de ladrillos se construyó en 1684. En 1690, cuatro ladrilleros y diez albañiles trabajaban en la ciudad. En 1698 comenzó la construcción de la Iglesia Gloria Dei (Viejos Suecos), el edificio más antiguo que se conserva en Filadelfia. La construcción de la iglesia se completó en 1700. Filadelfia fue fundada por cuáqueros y, como resultado, muchos de los primeros edificios eran simples y sencillos, siendo el edificio más grande la Gran Casa de Reuniones.
El primer grupo de casas adosadas en Filadelfia, llamado Budd's Long Row, data de 1691. Aunque ya no existen, estas casas estaban ubicadas en lo que ahora es Front Street entre las calles Walnut y Dock. Según los relatos de la época, estas casas se inspiraron en los planos de las casas londinenses del siglo XVII, con dos habitaciones de profundidad con un patio trasero.
Entre 1800 y 1801 se construyó en Filadelfia una importante agrupación de casas en hilera posterior, llamada Carstairs Row. William Sansom había comprado un terreno entre las calles Séptima y Octava entre Walnut Street y Sansom Street. A lo largo de Walnut Street, Sansom construyó Union Row ya lo largo de Sansom Street, Thomas Carstairs construyó Carstairs Row. Las filas, ahora parte de Jewelers 'Row, eran bloques de largas filas de casas similares a las casas adosadas en el Reino Unido. Las casas adosadas también eran nuevas en Estados Unidos y cuando se construyeron en otras partes del país se las llamó "Philadelphia rows" (las filas de Filadelfia). En las décadas de 1820 y 1930, los viejos edificios a lo largo del río Delaware se convirtieron en viviendas y fábricas, mientras que las casas de unas pocas cuadras al oeste se convirtieron en tiendas. Se continuaron construyendo casas adosadas de ladrillo de varios pisos de altura, muchas de ellas por Stephen Girard. Al mismo tiempo, las fachadas de granito se hicieron populares en la ciudad y se construyeron mansiones de mármol.

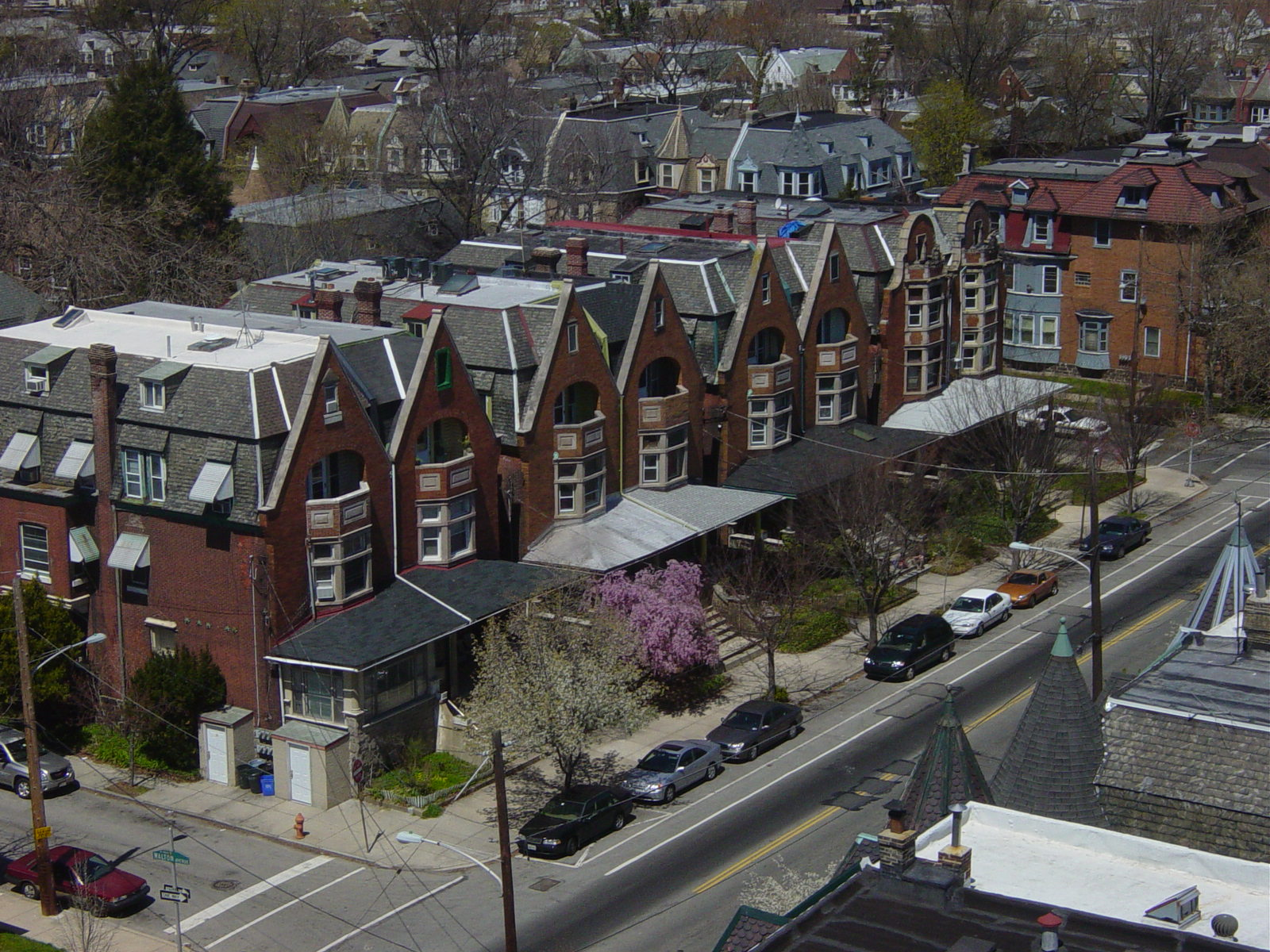
Hilera de casas en el oeste de Filadelfia.

En los años 1930, numerosas casas, muchas de ellas adosadas, estaban en malas condiciones en Filadelfia. En una encuesta del Departamento de Comercio de Estados Unidos de 1934 de 433 796 casas, se encontró que ocho de cada mil hogares carecían de agua, alrededor de 3 000 hogares no tenían calefacción y que 7 000 hogares no eran aptos para ser habitados. En 1939, las condiciones solo habían mejorado ligeramente. Un desarrollo fue el desarrollo de viviendas de bajo costo llamado Carl Mackley Apartments. Construidos entre 1933 y 1934, los apartamentos fueron encargados por la American Federation of Hosiery Workers (Federación Estadounidense de Trabajadores de Medias) y diseñados por Oskar Stonorov. La forma en que se distribuyeron los apartamentos, con jardines, césped, áreas de juego, garajes subterráneos y espacio para el arte público, fueron nuevos diseños arquitectónicos en ese momento.
Un proyecto temprano de renovación urbana fue Society Hill, donde se rehabilitaron muchos edificios antiguos y se construyeron las Society Hill Towers de I. M. Pei. Fuera de los barrios revitalizados quedaban lotes baldíos. En 1990, Filadelfia tenía alrededor de 40 000 propiedades vacantes y en 2006 ese número se había reducido a unas 20 000.
Si bien los vecindarios de Filadelfia cambiaron, la arquitectura continuó evolucionando. En Chestnut Hill Towers, arquitectos como George Howe y Wilson Eyre marcaron la pauta para las residencias en la región. Howe's High Hollow y Eyre's Anglecot demuestran la influencia europea y de las bellas artes en la arquitectura de Chestnut Hill a principios del siglo XX.
El arquitecto Louis Kahn, creció, estudió y trabajó en Filadelfia y es considerado uno de los arquitectos más importantes de la segunda mitad del siglo XX. En Filadelfia, los diseños de Kahn incluyen el Centro Médico Richards de la Universidad de Filadelfia y la Casa Esherick en Chestnut Hill.
La Guild House, una de las primeras obras de Robert Venturi, construida en 1964, se considera uno de los ejemplos más importantes del posmodernismo.

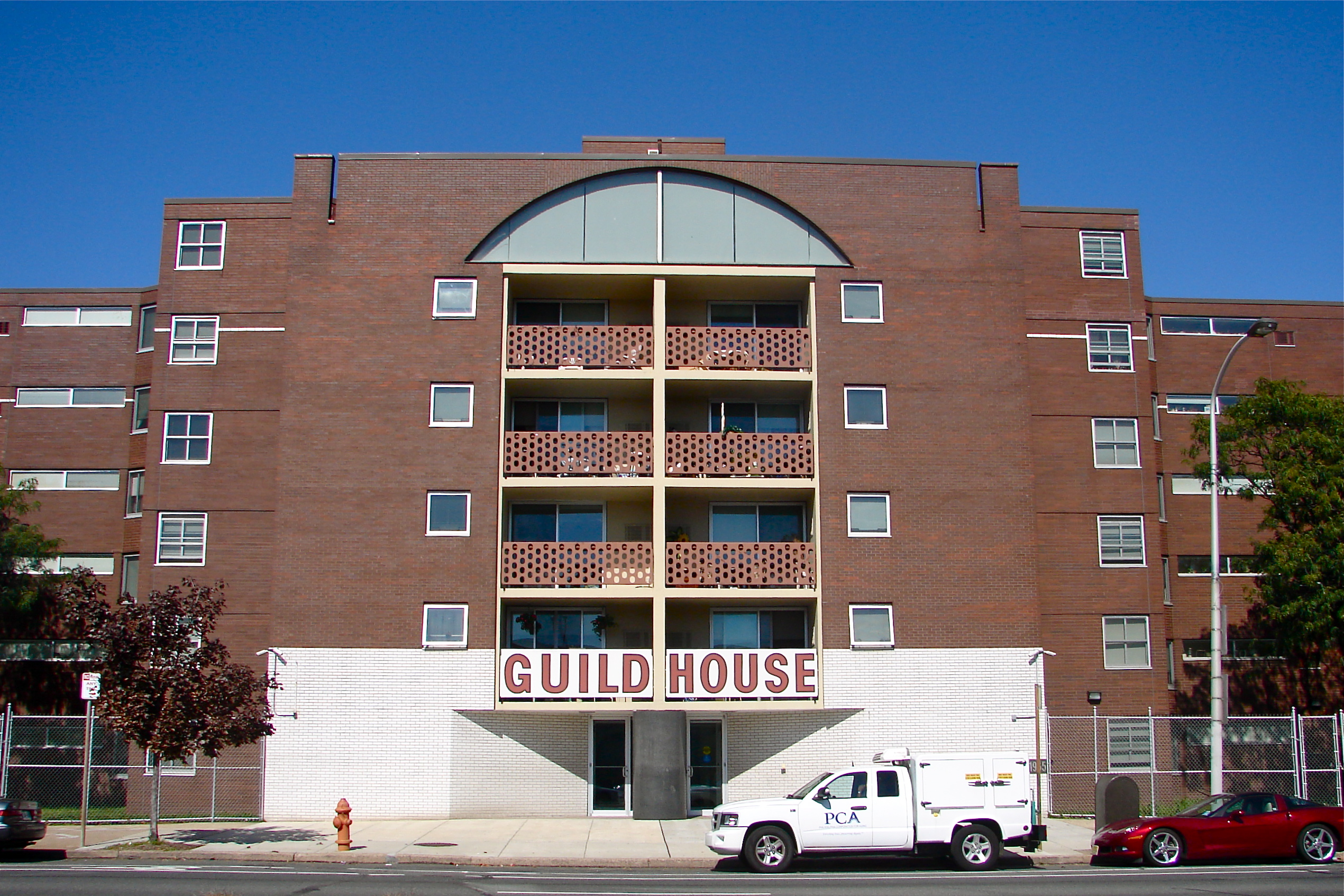
Guild House de Venturi

Las exenciones fiscales creadas en 1997 y 2000 ayudaron a crear un boom de condominios en Center City. En los primeros años del siglo XXI, los viejos edificios rehabilitados en condominios y las nuevas torres de condominios de lujo aparecieron por todo Center City y los vecindarios circundantes.